# Kurt Schütte
Kurt Schütte (Salzwedel, 14 de outubro de 1909 — Munique, 18 de agosto de 1998) foi um matemático alemão.

## Publicações
- Schütte, Kurt (1977). «Proof theory». Berlin-New York: Springer-Verlag. Grundlehren der mathematischen Wissenschaften. 225: xii+299. ISBN 3-540-07911-4. MR 0505313[2]
  - Beweistheorie, Springer, Grundlehren der mathematischen Wissenschaften, 1960; new edition trans. into English as Proof Theory, Springer-Verlag 1977
- Vollständige Systeme modaler und intuitionistischer Logik, Springer 1968
- com Wilfried Buchholz: Proof Theory of Impredicative Subsystems of Analysis, Bibliopolis, Naples 1988
- com Helmut Schwichtenberg: Mathematische Logik, in Fischer, Hirzebruch et al. (eds.) Ein Jahrhundert Mathematik 1890-1990, Vieweg 1990